# Euconocephalus
Euconocephalus is een geslacht van rechtvleugeligen uit de familie sabelsprinkhanen (Tettigoniidae). De wetenschappelijke naam van dit geslacht is voor het eerst geldig gepubliceerd in 1907 door Karny.

## Soorten
Het geslacht Euconocephalus omvat de volgende soorten:
- Euconocephalus acuminatus Fabricius, 1775
- Euconocephalus afer Karny, 1907
- Euconocephalus australis Bolívar, 1884
- Euconocephalus blandus Serville, 1838
- Euconocephalus brachyxiphus Redtenbacher, 1891
- Euconocephalus broughtoni Bailey, 1980
- Euconocephalus clarus Walker, 1869
- Euconocephalus coarctatus Redtenbacher, 1891
- Euconocephalus coniceps Redtenbacher, 1891
- Euconocephalus cristovallensis Montrouzier, 1855
- Euconocephalus erythropus Karny, 1907
- Euconocephalus femoralis Walker, 1869
- Euconocephalus gracilis Redtenbacher, 1891
- Euconocephalus incertus Walker, 1869
- Euconocephalus indicus Redtenbacher, 1891
- Euconocephalus insulanus Redtenbacher, 1891
- Euconocephalus lineatipes Bolívar, 1890
- Euconocephalus longissimus Wang, Shi & Ou, 2011
- Euconocephalus mucro Haan, 1842
- Euconocephalus nasutus Thunberg, 1815
- Euconocephalus pallidus Redtenbacher, 1891
- Euconocephalus picteti Redtenbacher, 1891
- Euconocephalus princeps Karny, 1907
- Euconocephalus pyrifer Redtenbacher, 1891
- Euconocephalus remotus Walker, 1869
- Euconocephalus rosaceus Walker, 1869
- Euconocephalus saussurei Redtenbacher, 1891
- Euconocephalus sumbaensis Willemse, 1953
- Euconocephalus thunbergi Montrouzier, 1855
- Euconocephalus troudeti Le Guillou, 1841
- Euconocephalus turpis Walker, 1869
- Euconocephalus ultimus Krauss, 1904
- Euconocephalus ustulatus Redtenbacher, 1891
- Euconocephalus vaginalis Redtenbacher, 1891
- Euconocephalus varius Walker, 1869
- Euconocephalus verruger Serville, 1838